# Interpersonaler Circumplex
Der Interpersonaler Circumplex ist ein sozialwissenschaftliches Modell für Persönlichkeit und Emotionen. Der Begriff wurde von Jerry S. Wiggins (Lit.: Wiggins, 1982) eingeführt. 
Die Anordnung von Variablen, mit denen interpersonale Beziehungen gemessen werden, in einem kreisförmigen zwei-dimensionalen Diagramm (daher der Begriff Circumplex) geht auf Timothy Leary (Lit.: Leary, 1957) zurück. Circumplex-Modelle haben sich in verschiedensten Bereichen etabliert, zum Beispiel in der Emotionspsychologie und in der interpersonalen Traitforschung. Der interpersonale Circumplex (IPC) gilt als eines der am besten erforschten und ausgearbeiteten Modelle zur Beschreibung und Messung von Persönlichkeit.

## Allgemeine Modellbeschreibung
Das Verhalten in kommunikativen Situationen kann über die Beobachtung durch eine dritte Person oder durch nachträgliche Reflexion als Phänomen beschrieben werden. Dabei kann die soziale und kommunikative Kompetenz (interpersonale Kompetenz) begrifflich gefasst und im „Circumplex“ als allgemeinem Strukturmodell für Gefühle (Emotionen) und Personalität beschrieben werden. Die jeweilige Situation ist der Ausgangspunkt der Betrachtungen über interpersonale Beziehungen. Das Modell liefert auch Hinweise dafür, dass das Verhalten einer Person die Verhaltensweise einer anderen Person bedingt. 
Der „Circumplex“ hat eine Kreisstruktur und repräsentiert auf dem Kreisumfang Ähnlichkeiten und Polaritäten einer Beziehung. Statistisch ausgedrückt gibt es eine systematisch abnehmende oder zunehmende Korrelation zwischen konzeptionell ähnlichen oder gegensätzlichen Elementen (Facetten) eines interpersonalen Verhaltens. Ein Gegensatzpaar drückt auch immer einen Konflikt aus, der z. B. unterschwellig gespürt oder offen angesprochen, vermieden oder bearbeitet, zurückgewiesen oder angenommen werden kann.

## Das Eigenschaftsmodell der Persönlichkeit
Eine Person mit individueller Eigenart, einem klar konturierten Charakter und ausgeprägtem Selbstbewusstsein ist im allgemeinen Sprachgebrauch eine Persönlichkeit. Diese individuelle Ausprägung nennt man interpersonellen Stil.
Aus ihrem Handeln oder aus ihren zurückliegenden Handlungen können spezifische Eigenschaften benannt werden, die sie kennzeichnen. Dabei gibt das Persönlichkeitsmodell mit den Big Five eine hilfreiche Orientierung, die wissenschaftlich anerkannt ist.
Das Beispiel „Mütterliches Verhalten zum Kind“ soll das Modell verdeutlichen: 
Hier repräsentiert die vertikale Achse Dominanz (Durchsetzungsfähigkeit) und die horizontale Achse den Faktor Liebe. Das stark besetzte Wort Liebe ist hier etwas irreführend, kann aber am besten durch die Facetten Herzlichkeit/Geselligkeit (Extraversion) und den Faktor Verträglichkeit umschrieben werden. Das Zirkumplexmodell stellt also einen Teil der Big-Five in differenzierterer Form dar. 
Die einzelnen Ausprägungen (Interpersonelle Stile) werden somit durch die Lage im Kreismodell veranschaulicht, wobei die Winkel durch die jeweilige Nähe (Korrelation) zu den beiden Faktoren bestimmt werden. Die einzelnen Stile sind (die von rechts im Uhrzeigersinn gemessenen Gradzahlen weichen empirisch etwas von den hier angegebenen ab):
- Warmherzig-Verträglich (0°)
- Gesellig-Extravertiert (45°)
- Sicher-Dominant (90°)
- Arrogant-Berechnend (135°)
- Kaltherzig (180°)
- Unnahbar-Introvertiert (225°)
- Unsicher-Submissiv (270°)
- Bescheiden-Vertrauensvoll (315°)

Die Beschreibungen bilden einen relevanten Satz beobachtbaren Verhaltens zwischen Mutter und (eigenem) Kind. Sie sind zunächst hypothetisch angenommen, bilden die Grundlagen von Messungen und werden nach einer Faktorenanalyse auf dem Kreis so angeordnet, dass ähnliche Begriffe nebeneinanderliegen und gegensätzliche sich gegenüberliegen. Der Vorteil dieser Darstellung ergibt sich daraus, dass Polaritäten als unangepasstes Verhalten in der interpersonalen Kommunikation mit in den Blick genommen werden können.

## Messinstrumente
Es wurden verschiedene psychometrische Fragebögen entwickelt, die sich am Interpersonalen Circumplex-Modell orientieren, zum Beispiel
- das Inventar Interpersonaler Probleme (IIP-D)
- die Interpersonal Adjective Scales (IAS)[1]
- das Inventory of Interpersonal Strengths (IIS)[2]
- die Circumplex Scales of Interpersonal Values (CSIV)[3]